# Eurysthea robertsi
Eurysthea robertsi là một loài bọ cánh cứng trong họ Cerambycidae.